# Domingos Teotônio Jorge
Domingos Teotônio Jorge Martins Pessoa (Recife, ? — Recife, 10 de julho de 1817) foi um militar e revolucionário brasileiro. Um dos líderes e mártires da Revolução Pernambucana, foi feito comandante único do Governo Provisório em 18 de maio de 1817.

## Biografia
Foi sentenciado no dia 8 de julho pela Comissão Militar de Pernambuco presidida pelo governador Luís do Rego Barreto, empossado no cargo no dia 1° de julho.